# Efecto F
Efecto F fue un programa de televisión, emitido por Antena 3 en 1997. Se programaba diariamente, de lunes a viernes a las 23,45 horas.

## Historia
Típico formato de Late night el programa nació con la vocación de competir por la audiencia en la franja horaria con el en ese momento espacio líder, Esta noche cruzamos el Mississippi, de Pepe Navarro, que se emitía en la otra cadena privada de España en el momento, Telecinco.
Pretendía ser una alternativa más blanca, alejada de contenidos escabrosos y escandalosos, enfatizando el humor (con la colaboración del cómico Pepín Tre) y la música. En diferentes secciones, se combinaban sketches, entrevistas a personajes relevantes, reportajes de actualidad y actuaciones musicales. Todo ello en un decorado Art-Decó, con orquesta incluida.
Sin embargo, el programa no estuvo a la altura de las expectativas depositadas, en cuanto a los datos de audiencia, con un 15'7% de share (1.300.000 espectadores) frente al 26,2% (y 1.800.000 espectadores) de su más directo rival en su última emisión y finalmente fue cancelado tan solo dos meses después de su estreno.